# Ienkova Rudnea, Snovsk
Ienkova Rudnea (în ucraineană Єнькова Рудня) este un sat în comuna Snovske din raionul Snovsk, regiunea Cernihiv, Ucraina.

## Demografie
Componența lingvistică a localității Ienkova Rudnea
     Ucraineană (98,27%)
     Rusă (1,73%)
Conform recensământului din 2001, majoritatea populației localității Ienkova Rudnea era vorbitoare de ucraineană (98,27%), existând în minoritate și vorbitori de rusă (1,73%).